# Macrodasys africanus
Macrodasys africanus is een buikharige uit de familie Macrodasyidae. Het dier komt uit het geslacht Macrodasys. Macrodasys africanus werd in 1950 voor het eerst wetenschappelijk beschreven door Remane. 